# Zhaiyang (sockenhuvudort i Kina, Hunan Sheng, lat 28,31, long 109,65)
Zhaiyang (kinesiska: 寨阳, 寨阳乡) är en sockenhuvudort i Kina. Den ligger i provinsen Hunan, i den södra delen av landet, omkring 330 kilometer väster om provinshuvudstaden Changsha. Antalet invånare är 8 966. Befolkningen består av 4 320 kvinnor och 4 646 män. Barn under 15 år utgör 18,0 %, vuxna 15-64 år 69 %, och äldre över 65 år 11,0 %.
Runt Zhaiyang är det tätbefolkat, med 308 invånare per kvadratkilometer. Närmaste större samhälle är Qianzhou, 8,0 km öster om Zhaiyang. I omgivningarna runt Zhaiyang växer huvudsakligen savannskog.
Genomsnittlig årsnederbörd är 1 848 millimeter. Den regnigaste månaden är maj, med i genomsnitt 327 mm nederbörd, och den torraste är januari, med 41 mm nederbörd.